# مقاطعة بركينز (داكوتا الجنوبية)
بركينز (بالإنجليزية: Perkins)‏ هي إحدى مقاطعات ولاية داكوتا الجنوبية في الولايات المتحدة الأمريكية.